# Ana Timotić
Ana Timotić (Servisch: Ана Тимотић) (Subotica, 30 december 1982) is een voormalig tennisspeelster uit Servië. Zij begon op elfjarige leeftijd met het spelen van tennis. Haar favoriete ondergrond is gravel. Zij speelt rechtshandig en heeft een tweehandige backhand. Zij kwam van 2004 t/m 2007 uit voor het Fed Cup-team van Servië. Haar eerste ITF-overwinning in het enkelspel was het toernooi van Athene, in 2001. In totaal won zij negen ITF-enkelspeltitels.

## Posities op deWTA-ranglijst
Positie per einde seizoen:
| jaar | rang enkelspel | rang dubbelspel |
| ---- | -------------- | --------------- |
| 1998 | 838            | 765             |
| 1999 | 631            | 765             |
| 2000 | 516            | 485             |
| 2001 | 251            | 478             |
| 2002 | 364            | 708             |
| 2003 | 224            | 400             |
| 2004 | 306            | 325             |
| 2005 | 247            | 362             |
| 2006 | 337            | 555             |
| 2007 | 526            | –               |
| 2008 | 407            | –               |
| 2009 | 615            | –               |